# Čaj s kraljico
Čaj s kraljico (COBISS) je roman Evalda Flisarja; izšel je leta 2004 pri Mladinski knjigi.

## Vsebina
Vili Vaupotič, mladi akademski slikar, odide v London, da bi tam požel slavo in uspeh s svojimi umetninami. Na poti čez Rokavski preliv zagleda svoj ideal ljubezni in ženske lepote, Sandrino, s katero se dolgo več ne sreča. Vili svoje slike nenehno izgublja, življenjsko pot od podeželja do uglednega dvorca, kjer na koncu pristane kot družinski portretist, pa vseeno zaključi  s snubljenjem »kraljice Egipta«, ki išče bogatega moža, in razbitjem mita o popolni Sandrini.